# Пирвулешть (Мехедінць)
Пирвулешть, Пирвулешті (рум. Pârvulești) — село у повіті Мехедінць в Румунії. Входить до складу комуни Коркова.
Село розташоване на відстані 245 км на захід від Бухареста, 28 км на схід від Дробета-Турну-Северина, 74 км на північний захід від Крайови.

## Населення
За даними перепису населення 2002 року у селі проживали 93 особи, з них 91 особа (97,8%) румунів. Рідною мовою 91 особа (97,8%) назвала румунську.